# Rose Tattoo
Rose Tattoo ist eine australische Hardrock-Band. Gegründet wurde sie in den 1970ern von Peter Wells. Sänger seit Anbeginn ist Gary „Angry“ Anderson, dessen markante Stimme einen Teil des Wiedererkennungswerts der Band ausmacht. Prägend für Rose Tattoo ist außerdem der Einsatz einer Slide-Gitarre.

## Geschichte
In den späten 1980ern löste sich die Band auf. Erst 1993 schaffte sie ein Comeback, nachdem ihnen Guns N’ Roses in Australien die Rolle der Vorgruppe auf ihrer dortigen Tour gaben. Aus dieser Zeit wurde im Jahre 1994 eine im Boggo Road Jail gefilmte Live-DVD, veröffentlicht, die nur in Australien erhältlich ist.
2002 erkrankte Peter Wells an Prostatakrebs und wurde bei den letzten beiden Touren von anderen Gitarristen vertreten, u. a. von Dai Prichard. Im Herbst 2005 veröffentlichte Wells sein letztes Soloalbum Mothers Worry. Im September desselben Jahres wurde in Sydney ein großes Benefizkonzert zu Gunsten von Peter Wells organisiert, bei dem sich das Who is Who der australischen Rockszene beteiligte. Am 27. März 2006 verstarb er an seiner Krankheit.
Im Jahr 2005 spielten Rose Tattoo beim „Vaya Con Tioz“-Abschlussfestival der Böhsen Onkelz auf dem Lausitzring vor 120.000 Zuschauern, was bis dato ihr größter Auftritt war.
Bei Ex-Rose-Tattoo-Bassist Ian Rilen, Komponist des Bandklassikers Bad Boy For Love, wurde im Juni 2006 ebenfalls Krebs diagnostiziert, er starb am 30. Oktober 2006 an den Folgen der Krankheit.
Im August 2006 spielten Rose Tattoo zusammen mit dem  Böhse-Onkelz-Gitarristen Matthias Röhr auf dem Wacken Open Air und dem „Rock Over Hamburg“-Festival.
Im Juni und Juli 2007 spielten Rose Tattoo laut Nachricht auf der offiziellen Homepage der Band erneut als Vorgruppe von Guns N’ Roses in Australien.
Danach verließ ihr langjähriger Bassist Steve King (mittlerweile bei The Terraces) die Band, er wurde ersetzt durch Geordie Leach. Leach ist neben Anderson und Cocks ein Mitglied von Rose Tattoo, das auf den ersten zwei Studio-LPs der Band zu hören ist.
Im April 2009 verkündete das Management der Band, dass Gitarrist Mick Cocks an Leberkrebs erkrankt sei. Er verstarb am 22. Dezember 2009.
Trotz mehrerer Andeutungen hinsichtlich einer Auflösung von Rose Tattoo (u. a. auf der Homepage der Band und in einem Interview durch Angry Anderson) gab die Band Ende März 2016 auf ihrer Homepage die Unterzeichnung eines neuen Plattenvertrags mit Golden Robot Records bekannt. Dieser Vertrag beinhaltet eine Neuauflage des Studioalbums Blood Brothers von 2007, die Veröffentlichung eines Konzerts von 1983 in Form eines Livealbums (2017: Live in Brunswick – at the Bombay Bicycle Club) sowie die Veröffentlichung eines neuen Studioalbums 2016. Das neue Studioalbum erschien bisher nicht (Stand 2019). Aber auch 2018 / 2019 / 2020 sind Rose Tattoo auf Tournee sowohl in Australien als auch in Europa (beispielsweise Wacken, München, Paris, Madrid).

## Wirkung

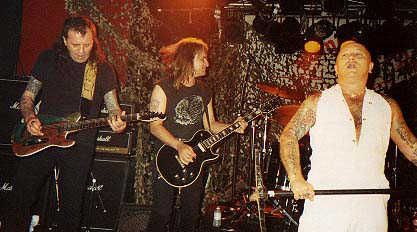
Rose Tattoo, 1993

Innerhalb Australiens werden Rose Tattoo gern als die „kleinen AC/DCs“ bezeichnet. Beide Bands bedienen dasselbe Genre und hatten zum Teil auch dieselben Produzenten (Vanda/Young), AC/DC konnte jedoch einen höheren Bekanntheitsgrad erreichen.
Rose Tattoo waren Vorbilder und Orientierung für andere Bands, unter anderem die norwegischen Backstreet Girls. Auch die US-amerikanische Rockband Guns N’ Roses zeigte sich in ihrer Frühphase von Rose Tattoo beeinflusst und spielte eine Coverversion des Rose-Tattoo-Songs Nice Boys ein, veröffentlicht auf der EP Live ?!*@ Like a Suicide. Mit ihrer Vorliebe für großflächige Tattoos, die in den späten 70er und frühen 80er-Jahren noch keineswegs gesellschaftsfähig waren, übten Rose Tattoo ferner einen Einfluss auf das spätere Image der Rock- und Metal-Szene an der amerikanischen Westküste aus. Die US-amerikanische Sängerin Helen Schneider landete mit dem Song Rock ’n’ Roll Gypsy, abgeleitet aus dem Rose-Tattoo-Song Rock ’n’ Roll Outlaw, einen Top-Ten-Hit in Deutschland.
2006 wurde die Band mit der Aufnahme in die ARIA Hall of Fame geehrt.

## Sonstiges
In seiner Freizeit kümmert sich Sänger Gary Anderson um benachteiligte Kinder in Australien. In einem Interview im australischen Fernsehen bat Anderson die Zuschauer zudem, sich gegen Kinderprostitution in den benachbarten asiatischen Ländern einzusetzen. Diesem Thema widmete er auf dem Album Pain einen eigenen Titel (House of Pain). Er betätigte sich mit der Rolle des Ironbar in Mad Max – Jenseits der Donnerkuppel neben Tina Turner auch als Schauspieler.

## Diskografie

### Studioalben
- 1978: Rose Tattoo (auch unter den Bezeichnungen Rock ’n’ Roll Outlaw und Rock ’n’ Roll Outlaws veröffentlicht)
- 1980: Scarred for Life (unveröffentlicht)
- 1981: Assault & Battery
- 1982: Scarred for Life
- 1984: Southern Stars
- 1986: Beats from a Single Drum (1988 als Solo-Album von Angry Anderson wiederveröffentlicht)
- 2002: Pain
- 2007: Blood Brothers
- 2020: Outlaws (komplette Neueinspielung des 1978er Debüts)

### Livealben
- 2000: 25 to Life
- 2017: Live in Brunswick – at the Bombay Bicycle Club (Aufgenommen 1982)

### Best-of-Kompilationen
- 1985: Their Greatest Hits
- 1986: A Decade of Rock
- 1990: Angry Metal
- 1991: The Best Of
- 1992: Nice Boys Don’t Play Rock ’n’ Roll
- 1997: Never Too Loud
- 2005: The Best Of
- 2013: The Essential

### Singles
- 1977: Bad Boy for Love
- 1978: Rock ’n’ Roll Outlaw
- 1978: One of the Boys
- 1981: Rock ’n’ Roll Is King
- 1981: Assault & Battery
- 1981: Out of this Place
- 1982: We Can’t Be Beaten
- 1982: It’s Gonna Work Itself out
- 1982: Branded
- 1984: I Wish
- 1984: Freedom’s Flame
- 1984: No Secrets
- 1985: Born to Be Wild
- 1986: Calling
- 1986: Get It Right
- 1986: Suddenly
- 1987: Falling
- 2006: Black-Eyed Bruiser

### Promo-Singles
- 1982: Scarred for Life

### Split-Singles
- 1980: Rose Tattoo: „Release Legalise“ (A-Seite)/Col Paterson: „Bong on Aussie“ (B-Seite)

## Videografie

### VHS
- 1986: Rose Tattoo (auch unter der Bezeichnung Rock ’n’ Roll Bad Boys veröffentlicht)
- 1993: Jailhouse Rock – Live at the Boggo Road Jail (2003 unter der Bezeichnung Live – Recorded from Boggo Road Jail - 1993 und 2005 unter der Bezeichnung Live in 1993 from Boggo Road Jail jeweils als DVD wiederveröffentlicht)

### DVDs
- 2006: Rock ’n’ Roll Blood Brothers (Promo-DVD)
- 2008: Live at Wacken 2006 (Bonus-DVD zur 2008 veröffentlichten Special-Tour-Edition von Blood Brothers)

### Musikvideos
- 1978: Bad Boy for Love
- 1978: Rock ’n’ Roll Outlaw
- 1982: We Can’t Be Beaten
- 1982: Scarred for Life
- 1982: Branded
- 1982: Juice on the Loose
- 1982: Who’s Got the Cash
- 1982: Texas
- 1982: It’s Gonna Work Itself Out
- 1982: Dead Set
- 1982: Revenge
- 1984: I Wish
- 1984: Freedom’s Flame
- 2006: Black-Eyed Bruiser
- 2007: Man About Town